# Daphne van Domselaar
Daphne van Domselaar (Beverwijik, 6 de marzo de 2000) es una futbolista holandesa que juega como portera en el Arsenal  de la  Women’s Super League y en la selección nacional de los Países Bajos.

## Carrera de club

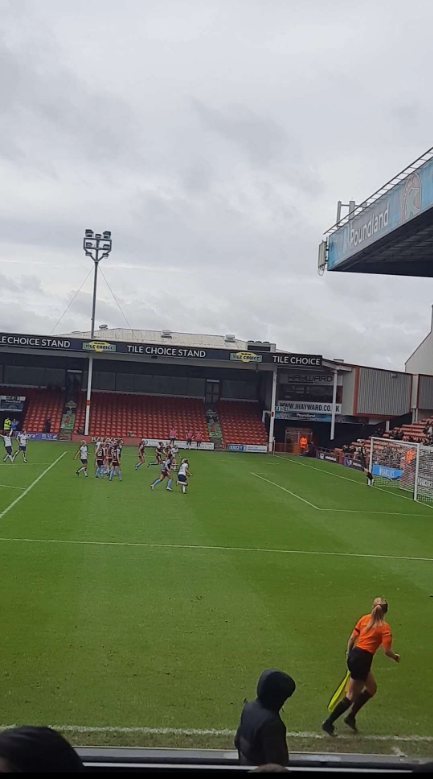
Daphne van Domselaar saves free kick against Aston Villa

### Carrera juvenil
A los 11 años, Daphne empezó a jugar al fútbol en el LSVV de Zuid-Scharwoude. En el equipo al que se unió, las chicas jugaban sin un portero fijo. Sin embargo, después de que Van Domselaar tomara su turno como portera, no abandonó esa posición, sino que permaneció en ella. La entrenadora de porteros de la LSVV reconoció inmediatamente su gran talento. Además, señaló que había aprendido mucho en el club de voleibol del que venía. Luego, Van Domselaar jugó durante cuatro años con los chicos del LSVV y durante dos años en la academia juvenil de Telstar.
En su segundo año en Telstar, fue la portera suplente única de la selección absoluta en el partido fuera de casa contra el PSV el 4 de febrero de 2017 Telstar continuó como VV Alkmaar en la temporada siguiente. Soccerway informa erróneamente que Van Domselaar jugó con el VV Alkmaar en la temporada 2016-17.

### Carrera senior
Van Domselaar comenzó su carrera profesional con el FC Twente en la temporada 2017-18. En las dos primeras temporadas fue portera suplente detrás de Nicky Evrard. Hizo su debut en la Eredivisie el 22 de diciembre de 2017 en el partido contra el Heerenveen, cuando a los 20 minutos Evrard recibió una tarjeta roja. Desde la temporada 2019-20, Van Domselaar fue el portero titular del FC Twente.
Su primer entrenador en el FC Twente, Tommy Stroot, la calificó de “puro talento natural”. Después del campeonato de la Eurocopa Femenina de la UEFA 2022, varios clubes extranjeros se interesaron por Van Domselaar, pero ella decidió quedarse en el FC Twente para la temporada 2022-23. Dijo que esperaba ser transferida a “un club muy bonito fuera de los Países Bajos” en 2023. A finales de 2022, era la única jugadora de la Eredivisie incluida en la lista anual de The Guardian de las 100 mejores jugadoras de fútbol del mundo.
El 16 de junio de 2023, el club Aston Villa de la Superliga femenina anunció el fichaje de Van Domselaar con un contrato de tres años hasta 2026.

## Carrera internacional
El primer partido internacional de Van Domselaar fue en un amistoso contra Bélgica U15 el 18 de marzo de 2015. El Campeonato Femenino Sub-17 de la UEFA de mayo de 2017 fue su primer gran torneo. Con la selección holandesa llegó a semifinales. Su actuación en la selección holandesa sub-17 llamó la atención de Tommy Stroot, quien la trajo al FC Twente en el verano de 2017.
Van Domselaar hizo su debut con la selección absoluta durante el Tournoi de Francia el 19 de febrero de 2022 en una victoria por 3-0 contra Finlandia. En julio de 2022, fue convocada con la selección holandesa para el Campeonato de Europa celebrado en Inglaterra. En el primer partido del grupo contra Suecia, la portera titular Sari van Veenendaal resultó lesionada y Van Domselaar entró como suplente en el minuto 20. Jugó en la portería durante el resto del torneo. Hasta los cuartos de final inclusive, en los que la selección holandesa fue eliminada por Francia, fue la jugadora estrella de la selección holandesa. El 31 de mayo de 2023, Van Domselaar fue nombrado parte del equipo provisional de Holanda para la Copa Mundial Femenina de la FIFA 2023.

## Estadísticas de carrera

### Clubes
Actualizado al último partido disputado: 21 de octubre de 2023.
| Club             | Temporada        | Liga             | Liga     | Liga  | Copa nacional | Copa nacional | Copa de liga | Copa de liga | Continental | Continental | Otro     | Otro  | Total    | Total |
| Club             | Temporada        | División         | Partidos | Goles | Partidos      | Goles         | Partidos     | Goles        | Partidos    | Goles       | Partidos | Goles | Partidos | Goles |
| ---------------- | ---------------- | ---------------- | -------- | ----- | ------------- | ------------- | ------------ | ------------ | ----------- | ----------- | -------- | ----- | -------- | ----- |
| Twente           | 2017-18          | Eredivisie       | 3        | 0     | 1             | 0             | —            | —            | —           | —           | —        | —     | 4        | 0     |
| Twente           | 2018-19          | Eredivisie       | 4        | 0     | 3             | 0             | —            | —            | —           | —           | —        | —     | 7        | 0     |
| Twente           | 2019-20          | Eredivisie       | 12       | 0     | 1             | 0             | 4            | 0            | 7           | 0           | —        | —     | 24       | 0     |
| Twente           | 2020-21          | Eredivisie       | 18       | 0     | 2             | 0             | 3            | 0            | —           | —           | —        | —     | 23       | 0     |
| Twente           | 2021-22          | Eredivisie       | 21       | 0     | 2             | 0             | 1            | 0            | 4           | 0           | —        | —     | 28       | 0     |
| Twente           | 2022-23          | Eredivisie       | 20       | 0     | 5             | 0             | 1            | 0            | 2           | 0           | 1        | 0     | 29       | 0     |
| Twente           | Total            | Total            | 78       | 0     | 14            | 0             | 9            | 0            | 13          | 0           | 1        | 0     | 115      | 0     |
| Aston Villa      | 2023-24          | WSL              | 4        | 0     | 0             | 0             | 0            | 0            | —           | —           | —        | —     | 4        | 0     |
| Total de carrera | Total de carrera | Total de carrera | 82       | 0     | 14            | 0             | 9            | 0            | 13          | 0           | 1        | 0     | 119      | 0     |

### Internacional
Actualizado al último partido disputado: 27 de octubre de 2023.
| selección nacional | Año   | Partidos | Goles |
| ------------------ | ----- | -------- | ----- |
| Países Bajos       | 2022  | 9        | 0     |
| Países Bajos       | 2023  | 12       | 0     |
| Total              | Total | 21       | 0     |

## Honores
Twente
- Eredivisie: 2018–19, 2020–21, 2021–22[21]
- Copa femenina KNVB: 2022-23[22]
- Copa Eredivisie: 2019–20,[23] 2021–22,[24] 2022–23[25]
- Supercopa femenina de Holanda: 2022[26]